# Mike Garson

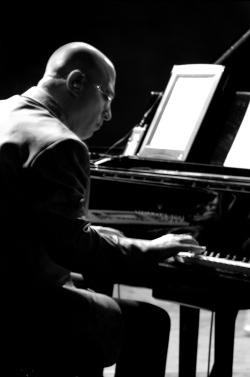
Mike Garson in Paris (2006)

Mike David Garson (* 29. Juli 1945 in New York City) ist ein US-amerikanischer Pianist und Komponist, der insbesondere durch seine Zusammenarbeit mit David Bowie, St. Vincent, Nine Inch Nails, Free Flight und The Smashing Pumpkins bekannt wurde.

## Leben
Garson besuchte bis 1970 das Brooklyn College und war anschließend mit dem Schlagzeuger Rick Marotta sowie Tom Cosgrove und Stu Woods Mitglied der Band Brethren. 1972 wirkte er auf dem Album I’m the One von Annette Peacock mit.
1972 begann seine Zusammenarbeit mit David Bowie, mit dem er über 1000 Konzerte gab und auf über 20 seiner Alben vertreten ist. Er ist auf neun Studioalben des Sängers zu hören.
Mike Garson verwendet bei einigen seiner eigenen Alben ein computergesteuertes Yamaha-Disklavier.
Am 75. Geburtstag von Bowie veranstaltete er ein Gedenkkonzert mit dem Titel "A Bowie Celebration".

## Familie
Garson heiratete am 24. März 1968 seine Frau Susan, mit der er zwei Töchter hat. Daneben hat er sieben Enkel. Die Familie lebt in Bell Canyon bei Los Angeles, Kalifornien, wo Garson auch ein eigenes Studio besitzt.

## Diskographie

### Mit David Bowie (Auswahl)
- Aladdin Sane (1973)
- Diamond Dogs (1974)
- Young Americans (1975)
- Ziggy Stardust - The Motion Picture (1983)
- Black Tie White Noise (1993)
- The Buddha of Suburbia (Soundtrack) (1993)
- 1. Outside (1995)
- Earthling (1997)

### Soloalben (Auswahl)
- A Gershwin Fantasia (Reference, 1992)
- Now! Music, Volume IV (MG&A, 1998) – mit Yamaha-Disklavier
- Homage to My Heroes (2003)
- Lost in Conversation (2008)
- The Bowie Variations (Reference, 2011, HDCD) – mit Yamaha-Disklavier